# Los Imbernones
Los Imbernones es una pedanía de San Pedro del Pinatar. Se encuentra en el límite del parque natural de las Salinas y Arenales de San Pedro del Pinatar entre la pedanía de El Mojón y El Salero. Hacia el interior limita con la pedanía de Los Gómez.

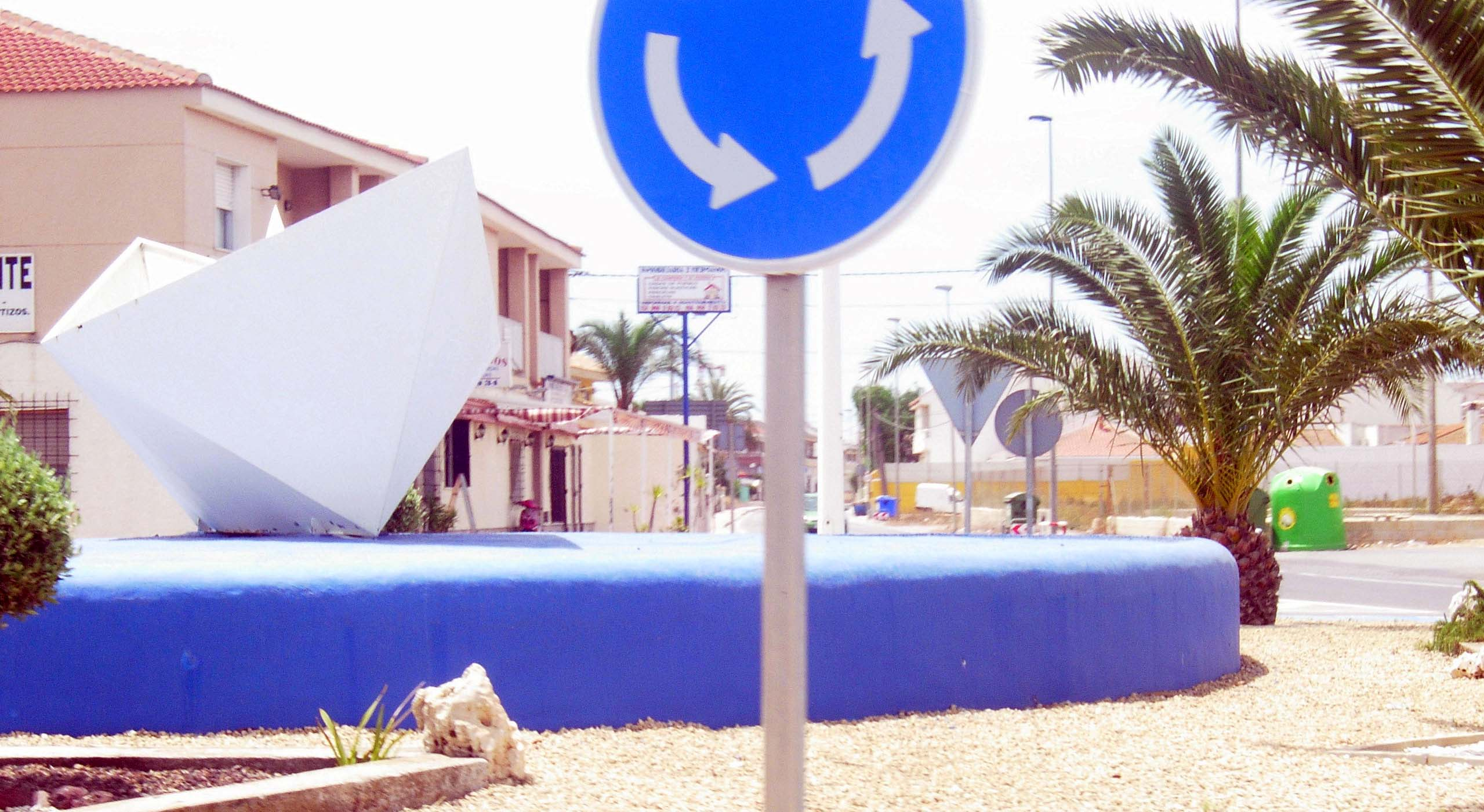
Vista parcial de la pedanía desde la rotonda de entrada a la misma.